# Akçatepe, Keban
Akçatepe là một xã thuộc huyện Keban, tỉnh Elâzığ, Thổ Nhĩ Kỳ. Dân số thời điểm năm 2011 là 147 người.